# Semaeopus cervina
Semaeopus cervina är en fjärilsart som beskrevs av W. Warren 1906. Semaeopus cervina ingår i släktet Semaeopus och familjen mätare. Inga underarter finns listade i Catalogue of Life.